# コスタビッサーラ
コスタビッサーラ（伊: Costabissara）は、イタリア共和国ヴェネト州ヴィチェンツァ県にある、人口約7,700人の基礎自治体（コムーネ）。

## 地理

### 位置・広がり

#### 隣接コムーネ
隣接するコムーネは以下の通り。
- カルドーニョ
- ソヴィッツォ
- イーゾラ・ヴィチェンティーナ
- モンテヴィアーレ
- ヴィチェンツァ

### 気候分類・地震分類
気候分類では、zona E, 2388 GGに分類される。
また、イタリアの地震リスク階級 (it) では、zona 2 (sismicità media) に分類される。